# Air Force Reserve Officer Training Corps

Stemma Air Force ROTC

L'Air Force Reserve Officer Training Corps (AFROTC) è una delle tre principali fonti di "formazione di ufficiali" per la United States Air Force, assieme a United States Air Force Academy (USAFA) ed Air Force Officer Training School (OTS). Essendo un comando subordinato della Air University all'interno dell'Air Education and Training Command (AETC), l'AFROTC fa capo al Jeanne M. Holm Center for Officer Accessions and Citizen Development di Maxwell AFB (Alabama). L'Holm Center, già conosciuto come Air Force Officer Accession and Training Schools (AFOATS), riassume in sé la competenza su AFROTC e OTS.
L'AFROTC è il maggiore e più antico canale di creazione di ufficiali dell'U.S. Air Force. La missione dichiarata di AFROTC è generare dei capi adeguati al ruolo per l'U.S. Air Force. Le unità AFROTC sono dislocate in 145 college e campus universitari con più di 1 100 ulteriori istituzioni di alta istruzione che partecipano a cross-town agreements ("accordi inter-urbani") che consentono ai loro studenti di frequentare corsi AFROTC in limitrofi college o università "ospitanti". Secondo il comando di AFOATS, nel 2006, l'AFROTC nominò 2 083 Second Lieutenant USAF, con le iscrizioni AFROTC che oscillano tra i 23 605 nel 1985 e i 10 231 nel 1993, fino ai circa 13 000 di oggi.
Le unità AFROTC presso college ed università sono chiamate "distaccamenti" (detachment), e sono guidate da un ufficiale USAF in servizio attivo nel grado di colonnello o tenente colonnello che funge sia da Detachment Commander ai fini USAF, sia nominalmente da professore di studi aerospaziali (PAS, in acronimo inglese) in seno alla comunità accademica dell'istituzione. Molti college e università classificano il distaccamento AFROTC dome Department of Aerospace Studies. A seconda della dimensione del distaccamento, il PAS è coadiuvato tipicamente da un numero che varia da uno a quattro di assistenti-professori di studi aerospaziali (APAS), che sono sempre ufficiali USAF in servizio attivo. La maggior parte degli APAS hanno il grado di capitano; però alcuni sono first lieutenant o maggiori. Tipicamente si occupano dell'assistenza amministrativa circa tre non-commissioned officer (NCO) e un NCO USAF apicale, spesso affiancati da uno o due impiegati amministrativi civili dell'istituzione accademica. I distaccamenti più grandi possono anche avere un tenente colonnello in funzione di vicecomandante.
All'interno dei distaccamenti AFROTC, gli studenti (chiamati "cadetti") sono organizzati in stormi (wing), gruppi, squadriglie e flight, rispecchiando la struttura funzionale dello stormo USAF. Lo stormo cadetti o gruppo cadetti dei distaccamenti AFROTC si riparte in due divisioni: il General Military Course (GMC) consistente dei primi due anni di addestramento, e il Professional Officer Course (POC) consistente degli ultimi due anni di addestramento. Anche il programma AFROTC è diviso in due funzioni di addestramento: l'Academic Classroom Program (corsi di studi aerospaziali) e le Cadet Activities (cioè laboratorio di leadership, educazione fisica, e altro addestramento).

## Aerospace Studies (AS)
I corsi di Aerospace Studies (AS) ("studi aerospaziali") sono la parte accademica dell'AFROTC. Il General Military Course (GMC) è un corso biennale, consistente di classi AS100 e AS200, finalizzato a motivare e preparare i cadetti per accedere al Professional Officer Course (POC). Ogni corso AS100 e AS200 è strutturato su un'ora accademica settimanale. Il POC è un corso biennale, consistente di AS300 e AS400, pensato per preparare i cadetti al servizio attivo come ufficiali Air Force. Ogni corso del POC è strutturato su tre ore accademiche settimanali. Gli argomenti specifici sono trattati nei corsi AS come segue:
AS100 - Foundations of the Air Force: Struttura e missioni delle organizzazioni Air Force, ruolo dell'ufficiale, e professionalità. Introduzione alle tecniche di comunicazione.
AS200 - The Evolution of Aerospace Studies: Esordi del volo umano e lo sviluppo dell'arma aeronautica dalla prima guerra mondiale alle attività contemporanee.
AS300 - Leadership Studies: Anatomia della leadership, ruolo della disciplina nelle situazioni di leadership, e la variabile che influenza la leadership. Studio di casi e applicazione pratica nel laboratorio di leadership (LLAB). L'attuale curriculum di AS300 veniva insegnato come AS400 fino agli anni 1990, quando era spostato al terzo anno.
AS400 - National Security Studies and Preparation for Active Duty: Il ruolo dei capi militari di carriera inuma società democratica, sviluppo internazionali sulla prontezza strategica, e preparazione all'assegnazione in servizio attivo. La parte National Security Studies dell'attuale curriculum AS400 veniva insegnata come AS300 fino agli anni 1990, quando era spostata all'ultimo anno.
Il programma AS400 una volta comprendeva anche un corso a terra da pilota privato di un solo semestre accademico, il Flight Instruction Program (FIP). Il corso era obbligatorio per tutti i cadetti impegnati nell'Undergraduate Pilot Training che non avessero già una licenza di pilota privato o superiore, ed era facoltativo per tutti gli altri cadetti. Il FIP fu eliminato dall'AFROTC nel 1991.

## Leadership Laboratory (LLAB)
Il Leadership Laboratory (LLAB) è un corso di due ore settimanali con valutazione pass-fail che addestra e prepara i cadetti per il Field Training (FT), sviluppa le capacità di comando, e promuove lo spirito di corpo tra i cadetti. Alcune università riconoscono crediti formativi per il completamento del LLAB, ma spesso vengono riconosciuti crediti solo per il completamento di corsi AS. Con riguardo ai cadetti GMC, il LLAB fornisce loro le competenze e conoscenze elementari per essere un adeguato membro del corpo cadetti, li prepara in fatto di Warrior Knowledge e nell'addestramento formale, e insegna leadership, followership e capacità nel lavoro di squadra. Per i cadetti POC, il LLAB approfondisce gli insegnamenti di leadership/followership appresi al FT, programmando e attuando le attività sotto la supervisione dei quadri in servizio attivo.
Le specifiche attività LLAB sono determinate dai distaccamenti stessi e quindi variano localmente. Tra le attività, visite di istruzione presso basi e station Air Force (comprese installazioni Air Force Reserve ed Air National Guard), giornate di campo militare, test e gare di attitudine fisica, addestramento formale, esercitazioni per sviluppare la leadership, e giornate dedicate alla carriera di ufficiale Air Force.

## Programmi di borse di studio
L'AFROTC offre svariate borse di studio per college molto competitive, che vanno dalle borse di studio di tre anni e quattro anni offerte ai diplomandi all'ultimo anno delle high school, alle borse di due anni e tre anni agli studenti di college iscritti come cadetti AFROTC, fino alle borse di due, tre e quattro anni offerte al personale militare di truppa.
Le borse di studio AFROTC offerte agli studenti di high school all'ultimo anno sono così classificate:
Type 1: Paga l'intera retta del college, la maggior parte delle tasse e 900 dollari l'anno per il libri. Circa il 5% dei vincitori di borse quadriennali AFROTC si vedranno offrire una borsa Type 1, per lo più in campi tecnici come ingegneria, chimica, meteorologia, matematica applicata o informatica.
Type 2: Paga la retta del college e la maggior parte delle tasse fino a 18 000 dollari annui e altri 900 dollari l'anno per i libri. Circa il 20% dei vincitori di borse quadriennali AFROTC si vedranno offrire una borsa Type 2, ancora, per lo più in campi tecnici. Se uno studente (o studentessa) frequenta un istituto in cui la retta supera i 18 000 dollari annui, si farà carico della differenza. Tutte le borse di tre anni sono Type 2.
Type 7: Paga la retta del college fino all'equivalente dell'importo d'iscrizione nello Stato e 900 dollari l'anno per i libri. Se uno studente (o studentessa) riceve un'offerta Type 7 ma desidera frequentare un college/università che non rientra nelle linee-guida appena esposte, può convertire la borsa Type 7 quadriennale in una Type 2 triennale. Non si può attivare una borsa Type 7 in una scuola che non rientra, in cui lo/la studente paga la differenza.
Le borse di studio AFROTC offerte agli studenti in-college sono le seguenti:
In-College Scholarship Program (ICSP): Aperta a studenti di college del primo e secondo anno con ogni specializzazione. Il programma è diviso in due fasi dei selezione e premi-
ICSP Phase One: Aperta solo a studenti iscritti al programma ROTC dell'Air Force. I richiedenti potenzialmente idonei sono candidati all'ICSP Phase One dal loro comandante di distaccamento AFROTC. I nominati di ciascun distaccamento vengono classificati dal comandante di distaccamento in base alla loro capacità di leadership, ai gradi, alla forma fisica, e alla partecipazione complessiva al programma ROTC dell'Air Force. Il quartier generale AFROTC prende la decisione finale e concede le borse di studio. La scadenza per la designazione cade tra il 10 febbraio e il 28 febbraio di ciascun anno.
Tutti i cadetti selezionati attraverso ICSP Phase One ottengono una borsa di studio Type 2 (limitata a 18 000 dollari annui per rette universitarie, 600 dollari annui per libri).
I nominati del primo anno ricevono borse di tre anni e quelli del secondo anno ne ottengono per due anni. Tutte le borse di studio decorrono dal successivo semestre autunnale.
ICSP Phase Two: Aperta a studenti di college del primo e del secondo anno in ogni specialità. I non selezionati da ICSP Phase One e gli studenti non iscritti al ROTC dell'Air Force possono fare domanda per ICSP Phase Two. I richiedenti potenzialmente idonei sono candidati all'ICSP Phase Two dal comandante del distaccamento collegato alla scuola che frequentano o a quella che frequenteranno una volta che saranno entrati nell'Air Force ROTC. Gli studenti attualmente non iscritti all'Air Force ROTC devono fare un colloquio con il comandante del distaccamento o con un suo delegato. La scadenza per i distaccamenti per proporre una nomina è il 30 giugno. La commissione si riunisce in luglio, e i selezionati ricevono la notifica tipicamente il 1 agosto di ogni anno.
Un numero ristretto di cadetti selezionati attraverso ICSP Phase Two ricevono una borsa Type 2 (limitata a 18 000 dollari annui per rette universitarie, 600 dollari annui per libri). La maggior parte degli studenti selezionati per la borsa di studio ricevono una borsa Type 3 (limitata a 9 000 dollari annui per rette universitarie, 600 dollari annui per libri).
I nominati del primo anno ricevono borse di tre anni e quelli del secondo anno ne ottengono per due anni. Tutte le borse di studio decorrono dal semestre autunnale successivo alla loro distribuzione.
ICSP Phase Three: A seconda della richiesta di ufficiali e del relativo finanziamento, un numero ristretto di qualificati studenti del secondo anno non prescelti da ICSP Phase Two può ottenere borse Type 6. Questo processo avviene nello stesso momento in cui sono pubblicati i risultati di ICP Phase Two.
Express Scholarship: Ideata per soddisfare le esigenze Air Force ROTC di "produrre" ufficiali in specifici campi e gruppi di anni. Questo programma eroga borse Type 1 che pagano la retta piena del college, la maggior parte delle tasse e 600 dollari annui per i libri. In molti casi queste borse decorrono nello stesso semestre della nomina. Il programma Express Scholarship è svolto su una base pienamente qualificata. Gli studenti che soddisfano i requisiti ricevono la borsa senza passare per una commissione di selezione per le borse. Il processo di erogazione delle borse è completato presso il distaccamento AFROTC locale. Le specializzazioni che possono essere considerate a questo fine sono ingegneria informatica, elettrotecnica e meteorologia.
Express Scholarship (Foreign Language): Ideata per soddisfare le esigenze Air Force ROTC di "produrre" ufficiali in specifici campi (qui: lingue straniere) e gruppi di anni. Questo programma eroga borse Type 1 che pagano la retta piena del college, la maggior parte delle tasse e 600 dollari annui per i libri. In molti casi, queste borse possono decorrere nello stesso semestre in cui vengono deliberate. Il programma Express Scholarship (Foreign Language) è svolto su una base pienamente qualificata. Gli studenti che soddisfano i requisiti ricevono la borsa senza passare per una commissione di selezione per le borse. Il processo di erogazione delle borse è completato presso il distaccamento AFROTC locale.
Le borse di studio AFROTC offerte ai militari di truppa sono le seguenti:
Airman Scholarship and Commissioning Program (ASCP)*: Permette agli avieri USAF in servizio attivo e ai sottufficiali in posizione non apicale di distaccarsi dal servizio attivo e ricevere ua borsa di studio fino a 18 000 dollari annui mentre si preparano a diventare ufficiali attraverso l'Air Force ROTC. (* In precedenza noto come Bootstrap Camp Program.)
Professional Officer Course - Early Release Program (POC-ERP): Offre al personale di truppa Air Force in servizio attivo un'opportunità per congedarsi anticipatamente dal servizio attivo ed entrare nell'AFROTC, diventando un ufficiale Air Force. I militari selezionati per il POC-ERP si distaccheranno dal servizio attivo, firmeranno un contratto con AFROTC e diverranno studenti di college a tempo pieno. Questo programma è aperto solo ai diplomi di laurea e non può essere utilizzato per i diplomi post laurea. Dopo il completamento di tutti gli adempimenti del corso di laurea e per la nomina ad ufficiale, i cadetti sono promossi sottotenenti e reintegrati nel servizio attivo nell'USAF per un periodo di almeno quattro anni, ed un impegno più lungo per quelli prescelti per l'addestramento al combattimento. Il POC-ERP è aperto a tutte le specializzazioni accademiche. Finché saranno in AFROTC, i candidati non riceveranno più paghe o indennità militari. Tutti gli avieri che fanno domanda per il POC-ERP devono dimostrare di avere i mezzi finanziari per mantenersi al programma. Il personale di truppa selezionato per il POC-ERP può usare le indennità Montgomery GI Bill finché sono nel programma assieme ad altri sussidi o borse di studio di cui possono avere diritto.
Scholarships for Outstanding Airman to ROTC (SOAR):  Il programma SOAR permette al personale di truppa USAF di distaccarsi dal servizio attivo e ricevere una borsa di studio fino a 18 000 dollari annui, mentre frequenta l'AFROTC per raggiungere la nomina ad ufficiale. Gli studenti non possono pagare la differenza se vogliono seguire scuole più costose.
Airman Education and Commissioning Program (AECP):  Questo programma è stato sospeso per gli anni fiscali 2012 e seguenti fino a nuovo avviso. L'Airman Education and Commissioning Program (AECP) offre al personale di truppa l'opportunità di essere nominato ufficiale mentre completa il corso di laurea. Gli studenti frequenteranno l'OTS fino al diploma di laurea e questo sarà il loro modo per diventare ufficiali. Gli studenti di infermieristica AECP si laureano, superano la National Council Licensure Examination, poi frequentano il COT. I selezionati per l'AECP rimangono in servizio attivo e sul piano amministrativo fanno capo al distaccamento ROTC. Il loro servizio è frequentare la scuola come studenti di college a tempo pieno. Oltre allo stipendio pieno e relative indennità, gli studenti AECP ricevono una borsa di studio per rette/tasse fino a 15 000 dollari annui e una sovvenzione annuale per libri di testo di 600 dollari. Gli studenti non possono pagare la differenza per frequentare scuole più costose. I cadetti AECP possono partecipare al programma per un periodo da uno a tre anni, a seconda di specializzazione, precedente preparazione accademica, e limiti di età. Durante il programma, frequentano la scuola tutto l'anno, compresi i periodi estivi. L'AECP non è un percorso per accedere all'Undergraduate Flying Training.

## Organizzazione dei cadetti
L'AFROTC classifica i cadetti essenzialmente nelle seguenti categorie di addestramento con riguardo a frequenza di Field Training e a nomina ad ufficiale:
Initial Military Training (IMT): Cadetti che appartengono al GMC ma non sono in lista per frequentare l'FT l'estate seguente. Normalmente cadetti AS100.
Field Training Preparation (FTP): Cadetti in lista per frequentare l'FT l'estate seguente. Normalmente cadetti AS200, o se iscritti ai corsi AS100 e AS200, cadetti AS250.
Intermediate Cadet Leader (ICL): Cadetti che hanno superato l'FT e sono in lista per la nomina ad ufficiale l'anno successivo. Normalmente AS300.
Senior Cadet Leader (SCL): Cadetti che hanno superato l'FT e sono in lista per la nomina ad ufficiale l'anno successivo. Normalmente cadetti AS400.
Extended Cadet Leader (ECL): Cadetti che hanno superato il curriculum AFROTC ma hanno bisogno di altro tempo per ottenere il titolo accademico, come gli studenti del programma quinquennale di ingegneria. Normalmente cadetti AS700 o, se hanno la borsa di studio, cadetti AS800.
Un cadetto che ha completato i primi due anni di corsi accademici ma non ha superato il Field Training può ottenere un posto FT come cadetto AS500.
I distaccamenti organizzano i cadetti dopo la struttura dello stormo in servizio attivo come meglio riescono, tenendo conto delle dimensioni variabili e delle circostanze. I cadetti GMC partecipano come allievi dei corsi inferiori, mentre i cadetti POC partecipano come allievi dei corsi superiori. I cadetti POC hanno completato il Field Training e sono assegnati a posizioni di comando nel corpo. I cadetti ricevono classifiche e gradi commisurati alla loro posizione ed al livello di responsabilità nello stormo cadetti e con riguardo al completamento del FT.

### General Military Course
I cadetti del General Military Course (in passato Cadet Airmen) sono tutti cadetti che non hanno superato il Field Training. I cadetti AS100 IMT detengono il grado Cadet Fourth Class (C/4C) mentre i cadetti AS200 FTP detengono il grado Cadet Third Class (C/3C). Se contrattato, i cadetti AS100 ricevono uno stipendio mensile esentasse di 300 dollari, e i cadetti AS200 ne ricevono 350.
I cadetti GMC a contratto sono anche considerati militari di truppa non attivi dell'Air Force Reserve che prestano servizio senza paga, che vanno da Airman Basic (AB, pay grade E-1) a Staff Sergeant (SSgt, pay grade E-5) con gradi più alti in base alla previa esperienza nelle componenti attiva o della riserva o altre credenziali qualificanti (cioè cadetti "anziani" della Civil Air Patrol o ex cadetti AFJROTC con quattro anni di partecipazione inquadrati come Airman First Class {A1C, E-3}, ecc.).

### Professional Officer Course
I cadetti del Professional Officer Course (in precedenza Cadet Officers), AS300 (ICL), AS400 (SCL), e AS700 (ECL), sono cadetti che hanno superato il Field Training. I cadetti POC portano i gradi da ufficiali cadetti (Cadet Second Lieutenant (C/2d Lt) - Cadet Colonel (C/Col)). A differenza dell'Air Force Academy, per i cadetti del terzo e quarto anno non ci sono i gradi Cadet Second Class o Cadet First Class, rispettivamente. Con alcune eccezioni, tutti cadetti POC sono considerati "a contratto" e hanno l'impegno di entrare nell'Air Force al termine degli studi.
Come i cadetti GMC a contratto, i cadetti POC sono considerati membri inattivi di truppa dell'Air Force Reserve, che prestano servizio senza paga tra i gradi E-1 ed E-5, con detto status di truppa che termina con la nomina ad ufficiale. Però i cadetti POC non sono soggetti allo Uniform Code of Military Justice (UCMJ) e pertanto nei casi strettamente legali (come l'aggressione sessuale all'interno del corpo cadetti) sono considerati "civili". Come cadetti a contratto, i cadetti AS300 ricevono uno stipendio mensile esentasse di 450 dollari e i cadetti AS400 ne ricevono 500. I cadetti POC devono rispettare i parametri USAF di statura e peso, superare il Fitness Assessment (FA) ad ogni semestre accademico, e raggiungere un risultato minimo GPA (Grade Point Average) cumulativo e di periodo di 2,5. Il reiterato mancato raggiungimento degli standard può provocare l'esclusione dall'AFROTC. Tutti i cadetti POC devono avere almeno una posizione di comando nello stormo/gruppo di cadetti come indicato dal Commandant of Cadets (COC) dei quadri organizzativi di distaccamento.
In alcuni casi, gli studenti il cui corso di laurea supera i quattro anni (di solito ingegneri e altre specializzazioni tecniche con programmi quinquennali) continuano il programma AFROTC per gli ulteriori semestri necessari. In questi anni aggiuntivi tali cadetti (AS700 0 AS800, se titolari di borsa di studio) devono partecipare solo in minima parte al LLAB e mantenere standard di conservazione. È importante notare che questo non si applica alle scuole con programmi co-op (sistemi educativi che prevedono l'alternanza scuola-lavoro) che implichino un totale di quattro anni di corsi ed un anno di esperienza cooperativa. In questi casi i cadetti sono classificati come AS300 il primo anno di POC, e AS400 il secondo e terzo anno di POC. I cadetti non frequenteranno corsi aerospaziali, educazione fisica, o il Leadership Lab durante i periodi di co-op (saranno dispensati dalla frequenza) e a parte questo completeranno il programma come qualsiasi specializzando nei quattro anni.

### Cadet Wing
Lo stormo cadetti (Cadet Wing) (gruppo cadetti nei distaccamenti più piccoli) è organizzato ad imitazione della struttura dello stormo in servizio attivo preso a modello, ed è composto interamente di cadetti AFROTC. Il grado dei cadetti è determinato dalle posizioni e livelli di responsabilità che occupano. Gli stormi cadetti si sforzano di comprendere posizioni simili a quelle che si trovano negli stormi in servizio attivo ma possono essere aggiunte ulteriori posizioni a discrezione del COC dei quadri di distaccamento. Ogni stormo è guidato da un Cadet Colonel ed ha i relativi gruppi, squadriglie e flight. I cadetti POC si scambiano le posizioni ogni semestre e non possono mantenere la stessa posizione per due periodi consecutivi salvo approvazione. Ai cadetti POC è chiesto di prestare servizio in una posizione di comando per almeno un semestre. Le posizioni di comando comprendono posizioni di stormo, gruppo, squadriglia e flight, più altre definite dal CW/CC.
| Cadet Fourth Class       | C/4C     |  | AS100         |
| Cadet Third Class        | C/3C     |  | AS200/250/500 |
| Cadet Second Lieutenant  | C/2d Lt  |  | POC           |
| Cadet First Lieutenant   | C/1st Lt |  | POC           |
| Cadet Captain            | C/Capt   |  | POC           |
| Cadet Major              | C/Maj    |  | POC           |
| Cadet Lieutenant Colonel | C/Lt Col |  | POC           |
| Cadet Colonel            | C/Col    |  | POC           |

## Physical Training (PT)
I cadetti devono prendere parte al Physical Training (PT) (educazione fisica) almeno due volte la settimana in ciascun semestre. Che sia conteggiata come credito formativo o no, la frequenza del PT (almeno l'80%) è obbligatoria per superare il Leadership Laboratory (LLAB). Come prerequisito, tutti i cadetti devono avere nel loro fascicolo personale un certificato di idoneità DoD o sportivo e devono compilare un AFROTC Physical Health Screening Questionnaire. Prima di iniziare gli esercizi, i cadetti ricevono raccomandazioni su "importanza dell'idratazione, disturbi da colpo di calore, e pronta segnalazione di qualunque problema ad un membro dell'organizzazione."
Sotto la supervisione di personale qualificato, il programma PT è organizzato e guidato da cadetti AS300 e AS400. Le attività PT presso i distaccamenti possono variare tra giochi sportivi, esercizi di Field Training Preparation, esercizi di rafforzamento cardio-muscolare. Le sessioni PT di solito iniziano schierandosi come stormo e praticando lo stretching.
Ogni cadetto si sottopone semestralmente al Fitness Assessment (FA) che è concepito analogamente a quello per il personale Air Force in servizio attivo. L'FA è il principale strumento per valutare l'idoneità fisica di ciascun cadetto. È strutturato per valutare la resistenza muscolare di specifici gruppi di muscoli e la capacità funzionale del sistema cardiovascolare. I cadetti a contratto (cioè quelli che percepiscono borse di studio o stipendio) devono superare l'FA, altrimenti sono sanzionati. Due bocciature consecutive possono determinare l'esclusione dal programma. I cadetti non a contratto devono affrontare l'FA ogni semestre. Entro 72 ore dall'FA, vengono misurati altezza, girovita e peso dei cadetti per calcolarne l'indice di massa corporea (BMI). L'FA consiste di misurazione del BMI, un minuto di piegamenti, un minuto di sit-up, e una corsa di 1,5 miglia (2 414 m). Il punteggio massimo per ogni frazione è 20 per BMI, 10 per piegamenti, 10 per addominali, e 60 per la corsa. Per superare l'FA, i cadetti devono ottenere almeno un punteggio complessivo di 75 e raggiungere il punteggio minimo per avere la sufficienza in ciascuna categoria.

## Field Training (FT)
Il Field Training è un programma addestrativo che si svolge nell'estate precedente a quella in cui i cadetti entrano al POC. Il completamento di questo campo in stile addestramento reclute è un programma obbligatorio per tutti i soggetti che sono candidati a diventare ufficiali Air Force attraverso AFROTC. Tutti i cadetti FTP gareggiano tra loro a livello nazionale nel semestre primaverile per ricevere un'EA (Enrollment Allocation), che permette loro di avanzare verso l'FT. I cadetti gareggiano in base al Grade Point Average, al punteggio Physical Fitness Assessment, alla classifica nei confronti dei compagni di corso, come determinato dal comandante di distaccamento. Il numero di EA assegnati è determinato per ciascun anno dalle necessità dell'Air Force.
Il 2008 segnò il primo anno in cui tutte le unità AFROTC Field Training (FTU) furono portate al complesso Officer Training School di Maxwell AFB (Alabama). Questa mossa riflette la maggior enfasi che l'Air Force pone sulle operazioni di spedizione in zona di combattimento e sul Joint Force Training Center (JFTC) di Camp Shelby (Mississippi).
Il programma Field Training è concepito per valutare la leadership militare e la disciplina, determinare il potenziale del cadetto ad accedere al Professional Officer Course (POC), e creare una graduatoria tra cadetti. In-Garrison dura attualmente 12 giorni, Joint Forces Training Center Field Training dura 13 giorni; comunque la lunghezza può cambiare da un anno all'altro. FT è diviso in due sezioni: In-Garrison (si svolge a Maxwell AFB) ed Air Expeditionary Force (si svolge al Vigilant Warrior Training Center di Maxwell AFB). La sezione In-Garrison è imperniata su materie accademiche e addestramento formale, mentre la parte AEF si incentra su Expeditionary Skills Training (EST) e dispiegamento, rispettivamente.
Il Field Training è comandato da un colonnello USAF in servizio attivo con uno staff di circa 55 ufficiali USAF in servizio attivo, sottufficiali, e cadetti assistenti di addestramento (CTA). Lo staff FT in servizio attivo è scelto tipicamente tra i quadri dei distaccamenti AFROTC e prestano servizio a rotazione per sei settimane. "I CTA sono cadetti POC selezionati in base alle loro prestazioni FT e al loro curriculum complessivo, per ritornare al Field Training come assistenti di addestramento per i militari in servizio attivo." Ci sono un Flight Training Officer ed un CTA assegnati a ciascun flight. Oltre a flight di CTA, ci sono anche CTA tradizionali (che si occupano di addestramento formale, educazione fisica, relazioni istituzionali e standardizzazione).
I ciascun flight, i cadetti sono classificati dal primo all'ultimo. Il miglior 10% ottiene la qualifica di "Distinguished Graduate". Il resto dei cadetti sono classificati in una delle tre suddivisioni del loro flight: terzo alto, medio o basso. Vengono assegnati vari altri riconoscimenti per chi eccelle nella forma fisica e nello spirito combattivo.
La graduatoria dei cadetti dipende dai seguenti criteri:
- Preparazione per il Field Training
- Fitness Assessment (FA)
- Attitudine al comando
- Qualità professionali
- Doti comunicative
- Capacità di giudizio/di decisione
- Etica guerriera.

Solo gli ufficiali in servizio attivo valutano e classificano i cadetti. I CTA spesso danno un impulso ma non valutano ufficialmente i cadetti. I cadetti che si piazzano nel terzo superiore o al di sopra son raccomandati per il servizio come CTA ed hanno la scelta di proporsi per diventare CTA l'anno successivo.

## Carriere / selezione Air Force Specialty Code (AFSC)

### AFSC generali
In generale, la maggior parte dei cadetti farà domanda per il proprio campo di carriera AFSC (specializzazione) verso la fine del primo semestre dell'anno AS300 (terzo). I cadetti AFROTC possono far domanda in vari campi di carriera, tra cui quelli aeronautically rated di pilota, Remotely Piloted Aircraft (RPA), navigatore e Air Battle Manager, oltre a posizioni "non aeronautiche" come operatore missilistico, addetto alla manutenzione di missili, attività spaziale, intelligence, manutenzione aerei, meteorologia, ingegneria civile, forze di sicurezza, amministrazione/personale, eccetera. I cadetti riceveranno comunicazione del loro futuro AFSC nel semestre successivo. L'eventuale station/base di destinazione di questi vari AFSC non saranno determinati fino alla metà del primo semestre dell'ultimo anno di scuola.

### Aspirantirated
I cadetti che hanno fatto domanda per posizioni rated, come Pilot, RPA Pilot (MQ-9 Reaper), Navigator / Combat Systems Officer (CSO), e Air Battle Manager (ABM), avranno l'opportunità di iscriversi non più tardi che verso la fine del primo semestre dell'anno tra il secondo e l'ultimo (generalmente, il primo semestre del penultimo anno accademico). Questi candidati riceveranno anche comunicazione dei loro AFSC alternativi (cioè intelligence, spazio, missili, eccetera) nello stesso momento degli altri cadetti che avevano fatto domanda per AFSC "non-rated". Però, prima che i candidati abbiano titolo per richiedere posizioni "aeronautiche", dovranno essere giudicati idonei con uno specifico accertamento sanitario. Ci sono requisiti medici diversi per la selezione di piloti, nav/CSO e ABM, rispettivamente, e i parametri medici più restrittivi, soprattutto relativi a difetti visivi, sono quelli per l'undergraduate pilot training. Come i candidati OTS devono affrontare l'Air Force Officer Qualifying Test (AFOQT) prima di passare a contratto. L'AFOQT contiene sezioni da "pilota" e "navigatore" per gli aspiranti pilota e nav/NCO. I candidati pilota devono anche sostenere il Test of Basic Aviation Skills (TBAS) per determinare il punteggio della componente nella valutazione Pilot Candidate Selection Model (PCSM). La valutazione PCSM è una componente dell'Order of Merit, che consente all'USAF di inserire in una graduatoria ogni singolo candidato pilota nell'AFROTC e determinare chi si aggiudichi un posto nell'undergraduate pilot training (UPT). Una volta che siano raggiunti i requisiti per entrare, i candidati a questo punto possono richiedere specifiche opzioni di addestramento al volo presso le seguenti sedi di Air Education and Training Command (AETC):
- I piloti possono optare per Euro-NATO Joint Jet Pilot Training (ENJJPT) con lo 80th Flying Training Wing (80 FTW) presso Sheppard AFB (Texas), che accoglie il migliore 9-10% dei candidati pilota che vogliono ricercare l'ENJJPT al posto del tradizionale Specialized UPT (SUPT). La selezione ENJJPT si basa solo sui punteggi e sulla graduatoria dell'Order of Merit.
- Le opzioni SUPT comprendono il 14th Flying Training Wing (14 FTW) presso Columbus AFB (Mississippi); il 47th Flying Training Wing (47 FTW) presso Laughlin AFB (Texas); e il 71st Flying Training Wing (71 FTW) presso Vance AFB (Oklahoma).
- Un'ultima opzione per piloti è il percorso ala rotante e convertiplano attraverso l'Undergraduate Helicopter Pilot Training (UHT) con il 23d Flying Training Squadron (23 FTS) presso Fort Rucker (Alabama).

I candidati aeronautically rated riceveranno comunicazione dell'accoglimento o del diniego della loro domanda al secondo semestre del penultimo anno. Le assegnazioni di basi, tra cui quella all'ENJJPT, saranno compiute durante il secondo semestre dell'ultimo anno di college. Quei cadetti che sono stati selezionati per le posizioni rated sono autorizzati a vestire una tuta da volo in alcuni LLAB specificati, laddove l'uniforme del giorno è l'Airman Battle Uniform (ABU) o Battle Dress Uniform (BDU) con schema mimetico woodland, salvo diverso avviso del comandante di Cadet Wing o Cadet Group. Una volta selezionati, i cadetti futuri piloti firmeranno un contratto con l'USAF che il vincola per 10 anni di servizio attivo dopo il compimento dell'addestramento al volo, i futuri nav/CSO e ABM firmeranno per sei anni di servizio attivo dopo il periodo di addestramento al volo, mentre gli altri cadetti con tutti gli altri AFSC si impegneranno per quattro anni dopo la nomina ad ufficiale.
I candidati piloti si sottoporranno pure ad un esame Flying Class I e i candidati navigator/CSO un esame  Flying Class IA durante il primo semestre del loro ultimo anno. Questi sono gli esami medici più severi nell'USAF. I candidati ABM si sottoporranno ad un esame medico Flying Class III. Se un cadetto per una posizione rated non riesce a superare l'esame per il volo, sarà invece assegnato ad un campo di carriera "non-rated".

#### Flight Indoctrination Program (FIP)
Prima del 1991, l'AFROTC gestiva anche un Flight Instruction Program (FIP) parallelo al Pilot Indoctrination Program (PIP) presso USAFA. Sebbene spesso vantato come un mezzo per i cadetti AFROTC di ottenere una licenza di pilota privato FAA durante il college, l'effettivo scopo del programma era costituire un ulteriore processo di selezione mediante corso di volo per i potenziali piloti USAF che non avessero precedente esperienza di volo.
Nell'AFROTC il FIP consisteva di due blocchi, di cui il primo era un corso di volo a terra per pilota privato, tenuto da un ufficiale USAF con rating aeronautico assegnato ai quadri del distaccamento AFROTC. La scuola di corso a terra ricevette anche la denominazione serie AS400 ed era aperta a tutti i cadetti AFROTC del terzo anno a prescindere dal fatto di avere o non avere scelto l'undergraduate pilot training USAF. Anche i cadetti che non avevano un precedente addestramento civile al volo e/o certificazioni come pilota potevano iscriversi alla scuola FIP a terra e il corso era offerto facoltativamente agli aspiranti ufficiali del ROTC dell'esercito, della marina (NROTC) e del corpo dei Marines, ai Naval Aviation Reserve Officer Candidates (AVROC) e Marine Corps Platoon Leaders Class-Air (Marine PLC-Air) destinati all'addestramento al volo nelle rispettive forze armate al termine degli studi.
La parte di volo propriamente detta del FIP era tipicamente gestita da istruttori civili a contratto con l'USAF presso un vicino aeroporto civile, normalmente utilizzando aeroplani leggeri dell'aviazione generale come la serie Cessna 150 / Cessna 152, Cessna 172, i Piper Cherokee, o altri simili. Poiché il FIP era progettato come un meccanismo di vaglio, i cadetti AFROTC che già possedevano un Private Pilot's Certificate FAA o superiore non potevano fare alcuna pratica di volo attraverso la FIP. I cadetti che non avevano precedente esperienza di volo inizialmente fruivano di 38 ore di volo, ma i tagli economici imposti al bilancio della Difesa dopo la Guerra del Vietnam a metà anni 1970 ridussero il FIP ad essere un programma safe for solo (ossia, appena sufficiente a far sì che l'allevo fosse in grado di volare senza istruttore) con 25 ore di volo finanziate. Il FIP fu accantonato nel 1991, rimpiazzato dall'Enhanced Flight Screening Program (EFSP) tutto concentrato nella sede di Hondo (Texas).

#### Initial Flight Training (IFT) e Navigator Introductory Flight Training (NIFT)
Con l'abbandono di FIP e PIP nel 1991, il 12th Flying Training Wing (12 FTW) di Randolph AFB (Texas) assunse inizialmente la competenza sull'Enhanced Flight Screening Program (EFSP) di tutti i candidati all'UTP di tutti i vari percorsi per divenire ufficiale USAF (AFROTC, USAFA e OTS). Questo addestramento riguardava gli ufficiali che avevano studiato ed erano stati nominati presso l'Hondo Municipal Airport (Texas), e fino al 1998 si svolgeva su T-41 Mescalero e T-3 Firefly. Dopo una serie di incidenti mortali con il T-3 Firefly, il programma fu trasferito dal 12 FTW ad un'organizzazione civile in appalto coordinata dall'AETC presso il Pueblo Memorial Airport (Colorado).
Il programma Pueblo utilizza aerei civili Diamond DA-20 ed è conosciuto ufficialmente con il nome Initial Flight Training (IFT) per gli allievi USAF che si specializzeranno come piloti, e Navigator Introductory Flight Training (NIFT) per gli allievi USAF che si specializzeranno come navigator/CSO.

## Nastri
AFROTC conferisce nastri per vari traguardi conseguiti. Di seguito la lista completa secondo AFROTCVA 36-3, 4 May.

## Distintivi e spille

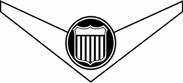
Distintivo Cadet Pilot
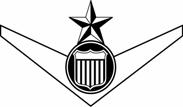
Distintivo Cadet Senior Pilot
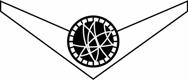
Distintivo Cadet Navigator
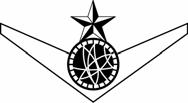
Distintivo Cadet Senior Navigator
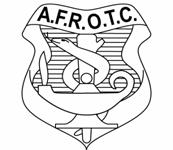
Distintivo Cadet Nurse
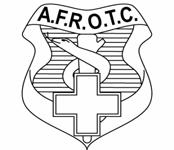
Distintivo Cadet Pre-Health
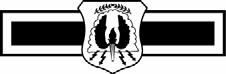
Distintivo Cadet Training Assistant
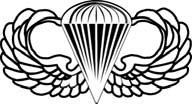
Distintivo Parachutist
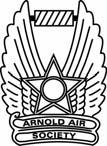
Spilla Arnold Air Society Member (AAS C/2d/1st Lt rank)
Spilla Arnold Air Society Candidate
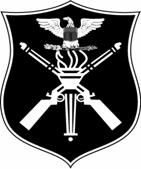
Spilla Pershing Rifles Member

Inoltre, i cadetti che hanno completato l'Advanced Course in Engineering (ACE) o hanno frequentato corsi AFIT sulla sicurezza delle informazioni sono autorizzati ad indossare il Cadet Master Cyber Badge.

## Diplomati Air Force ROTC degni di nota
- James P. Fleming, insignito di Medal of Honor; colonnello USAF (in congedo) – Washington State University[34]
- Jimmie V. Adams, ex comandante Pacific Air Forces (PACAF); generale USAF (cong.) – Auburn University
- Michael P. Anderson, astronauta; tenente colonnello USAF (deceduto) – University of Washington
- Rudolf Anderson, Jr, pilota di U-2 durante la Crisi dei missili di Cuba (di cui fu l'unico caduto), destinatario della prima Air Force Cross (alla memoria); maggiore USAF (deceduto) – Clemson University
- Ricardo Aponte, brigadier generale USAFR (cong.) – University of Puerto Rico
- Andrew Armacost, decano di facoltà alla United States Air Force Academy, brigadier generale USAF – Northwestern University
- Robert Armfield, brigadier generale USAF, vicedirettore per Strategy, Plans and Policy allo staff di U.S. Central Command presso MacDill Air Force Base (Florida).[35] The Citadel, The Military College of South Carolina
- Joseph W. Ashy, ex comandante U.S. Space Command (USSPACECOM) e North American Aerospace Defense Command (NORAD); generale USAF (cong.) – Texas A&M University
- George T. Babbitt Jr., ex comandante Air Force Material Command (AFMC); generale USAF (cong.) – University of Washington
- Dr. Thomas P. Ball, comandante Joint Military Medical Command, maggior generale USAF (cong.) – The Citadel, The Military College of South Carolina
- Charles B. DeBellevue, classificato asso dell'aviazione nella Guerra del Vietnam e insignito di Air Force Cross; colonnello USAF (cong.) – University of Southwestern Louisiana
- Steven L. Bennett, insignito di Medal of Honor (alla memoria); capitano USAF (deceduto) – University of Louisiana at Lafayette
- Gerald A. Black, comandante 349th Air Mobility Wing, brigadier generale USAFR (cong.) – The Citadel, The Military College of South Carolina
- Casey Blake, Deputy Assistant Secretary for Contracting, Office of the Assistant Secretary of the Air Force for Acquisition, maggior generale USAF – The Citadel, The Military College of South Carolina[36]
- Guion Bluford, astronauta; colonnello USAF (cong.) – Penn State University
- Billy J. Boles, ex comandante Air Education and Training Command (AETC); generale USAF (cong.) – North Carolina State University
- Claude M. Bolton, Assistant Secretary of the Army for Acquisition, Logistics and Technology; ex comandante Air Force Security Assistance Center; maggior generale USAF (cong.) – University of Nebraska
- John A. Bradley, ex Chief of Air Force Reserve e comandante Air Force Reserve Command (AFRC); tenente generale USAFR (cong.) – University of Tennessee at Knoxville
- Roger A. Brady, ex comandante U.S. Air Forces in Europe (USAFE); generale USAF  (cong.) – University of Oklahoma
- Philip M. Breedlove, comandante U.S. European Command, e 17° Supreme Allied Commander Europe (SACEUR) di NATO Allied Command Operations, generale USAF – Georgia Tech
- Mark N. Brown, astronauta; colonnello USAF (cong.) – Purdue University
- Frank B. Campbell, Director J-5, Joint Chiefs of Staff; ex comandante 12th Air Force e U.S. Southern Command Air Forces, tenente generale USAF (cong.) – The Citadel, The Military College of South Carolina
- Bruce Carlson, direttore National Reconnaissance Office (NRO); ex comandante Air Force Material Command (AFMC); generale USAF (cong.) – University of Minnesota Duluth
- Duane G. Carey, astronauta, tenente colonnello USAF (cong.) – University of Minnesota
- John T. Chain, Jr., ex comandante Strategic Air Command (SAC); generale USAF (cong.) – Denison University
- James R. Clapper, Jr., Director of National Intelligence; ex direttore Defense Intelligence Agency (DIA); tenente generale USAF (cong.) – University of Maryland, College Park
- Catherine Coleman, astronauta; colonnello USAF (cong.) – Massachusetts Institute of Technology
- Eileen Collins, astronauta e prima donna comandante di Space Shuttle; colonnello USAF (cong.) – Syracuse University
- J. Quincy Collins, pilota di F-105, fatto prigioniero in Vietnam, rimasto prigioniero di guerra (POW) all'"Hanoi Hilton" per sette anni e mezzo; fu compagno di cella di John McCain candidato repubblicano alle presidenziali del 2008, colonnello USAF (cong.) – The Citadel, The Military College of South Carolina
- Donald G. Cook, ex comandante Air Education and Training Command (AETC); generale USAF (cong.) – Michigan State University
- Lee Cooke, ex sindaco di Austin (Texas), capitano USAF – Louisiana Tech University
- John B. Cooper, Deputy Chief of Staff for Logistics, Engineering and Force Protection, Headquarters U.S. Air Force, tenente generale USAF – The Citadel, The Military College of South Carolina[37]
- William B. Davidson, Administrative Assistant to the Secretary of the Air Force, Senior Executive Service; colonnello USAF (cong.) – Florida State University
- Roger G. DeKok, ex vicecomandante Air Force Space Command (AFSPC); tenente generale USAF (cong., deceduto)
- David A. Deptula, Deputy Chief of Staff for Intelligence, Surveillance and Reconnaissance (A2), HQ USAF; tenente generale USAF – University of Virginia
- William J. Elander, ex USAF Thunderbirds Demonstration Pilot, catturato e torturato all'"Hanoi Hilton" in Vietnam, tenente colonnello USAF (cong.) – The Citadel, The Military College of South Carolina
- Joseph Henry Engle, astronauta; colonnello USAF (cong.) – University of Kansas
- John M. Fabian, astronauta; colonnello USAF (cong.) – Washington State University
- Ed Fienga, Deputy Assistant Secretary for Programs, Office of the Assistant Secretary of the Air Force for Financial Management and Comptroller; brigadier generale USAF – The Citadel, The Military College of South Carolina[38]
- Michael Fincke, astronauta; colonnello USAF – Massachusetts Institute of Technology
- Bernard Francis Fisher, insignito di Medal of Honor; colonnello USAF (cong.) – University of Utah
- Robert H. Foglesong, ex presidente della Mississippi State University; ex comandante U.S. Air Forces in Europe (USAFE); generale USAF (cong.) – West Virginia University
- Michael E. Fossum, astronauta; colonnello USAFR – Texas A&M University
- William M. Fraser III, comandante Air Combat Command (ACC); generale USAF – Texas A&M University
- Patrick K. Gamble, ex comandante Pacific Air Forces (PACAF); generale USAF (cong.) – Texas A&M University
- Jim Geringer, ex governatore del Wyoming; già capitano USAF – Kansas State University
- John A. Gordon, ex Deputy Director of Central Intelligence, Central Intelligence Agency (CIA); generale USAF (cong.) – University of Missouri
- Irwin P. Graham, ex Deputy Chief of Staff Plans, Pacific Air Forces (PACAF); maggior generale USAF (cong.) – The Citadel, The Military College of South Carolina
- Lindsey Graham, senatore del South Carolina (R-SC); colonnello USAFR – University of South Carolina
- George A. Gray III, comandante 438th Airlift Wing, brigadier generale USAF (ret.) – The Citadel, The Military College of South Carolina
- Jack I. Gregory, ex comandante Pacific Air Forces (PACAF); generale USAF (cong.) – University of Kentucky
- Phil Hardberger, ex sindaco di San Antonio (Texas); già capitano USAF – Texas Tech University
- Henry Hartsfield, astronauta; colonnello USAF (cong.) – Auburn University
- Michael Hayden, ex direttore Central Intelligence Agency (CIA) ed ex direttore National Security Agency (NSA); generale USAF (cong.) – Duquesne University
- Guy L. Hecker, ex Director of the Office of Legislative Liaison, Office of the Secretary of the Air Force, Washington, D.C., maggior generale USAF (cong.) – The Citadel, The Military College of South Carolina
- Paul V. Hester, ex comandante Pacific Air Forces (PACAF); generale USAF (cong.) – University of Mississippi
- Van Hilleary, parlamentare del Tennessee (R-TN); colonnello USAFR – University of Tennessee
- Hal M. Hornburg, ex comandante Air Combat Command (ACC); generale USAF (cong.) – Texas A&M University
- Charles A. Horner, ex comandante U.S. Space Command (USSPACECOM) e North American Aerospace Defense Command (NORAD); comandò le attività aeree statunitensi e della coalizione alleata durante le operazioni Desert Shield e Desert Storm; generale USAF (cong.) – University of Iowa
- Gilmary Michael Hostage III, comandante U.S. Air Forces Central Command (USAFCENT); tenente generale USAF – Duke University
- Kristin Hubbard, Advance Pilot/Narrator (Thunderbird #8), USAF Air Demonstration Squadron/United States Air Force Thunderbirds; capitano USAF – University of Washington
- Andrew P. Iosue, ex comandante Air Training Command (ATC); generale USAF (cong.) – University of Massachusetts
- John P. Jumper, ex Air Force Chief of Staff; ex comandante Air Combat Command (ACC); ex comandante U.S. Air Forces in Europe (USAFE); generale USAF (cong.) – Virginia Military Institute
- Robert Kehler, comandante Air Force Space Command (AFSPC); generale USAF – Pennsylvania State University
- Ronald E. Keys, ex comandante Air Combat Command (ACC); generale USAF (cong.) – Kansas State University
- James M. Kowalski, comandante Air Force Global Strike Command; tenente generale USAF – University of Cincinnati
- Lance A. Kildron, ex comandante 77th Fighter Squadron; colonnello USAF – Louisiana Tech University
- Daniel P. Leaf, ex Deputy Commander, U.S. Pacific Command (USPACOM); tenente generale USAF (cong.) – University of Wisconsin–Madison
- Timothy Leahy, comandante Curtis E. LeMay Center for Doctrine Development and Education, e vicecomandante Air University; maggior generale — The Citadel, The Military College of South Carolina[39]
- Arthur J. Lichte, ex comandante Air Mobility Command (AMC); generale USAF (cong.) – Manhattan College
- Lance W. Lord, ex comandante Air Force Space Command (AFSPC); ex comandante Air University (AU); generale USAF (cong.) – Otterbein College
- Lester Lyles, ex comandante Air Force Material Command (AFMC); generale USAF (cong.) – Howard University
- Charles W. Lyon, Director of Operations, Air Combat Command; comandante Air Forces Afghanistan; maggior generale USAF – The Citadel, The Military College of South Carolina
- Antonio Maldonado, ex Chief, Office of Defense Cooperation – Madrid (Spagna); brigadier generale USAF (cong.) – University of Puerto Rico
- James P. McCarthy, ex Deputy Commander, U.S. European Command (USEUCOM); ex comandante 8th Air Force; generale USAF (cong.)- Kent State University
- Pamela Melroy, astronauta; colonnello USAF (cong.) – Wellesley College (nominato attraverso distaccamento 365 AFROTC presso Massachusetts Institute of Technology)
- Richard L. Meyer, vicecomandante 12th Air Force, brigadier generale USAF (cong.) – The Citadel, The Military College of South Carolina
- Charles C. McDonald, ex comandante Air Force Logistics Command (AFLC); generale USAF (cong.) – University of Wisconsin–Madison
- Craig R. McKinley, Chief of the National Guard Bureau (NGB), ex direttore Air National Guard (ANG) ed ex comandante 1st Air Force; generale USAF – Southern Methodist University
- Richard W. McKinney, Senior Executive Service; Deputy Under Secretary of the Air Force for Space Programs; colonnello USAF (cong.) – Washington State University
- Merrill A. McPeak, ex Chief of Staff of the Air Force ed ex comandante Pacific Air Forces (PACAF); generale USAF (cong.) – San Diego State
- Richard O. Middleton, Mobilization Assistant to the Director of Logistics, Air Mobility Command (AMC); brigadier generale USAFR – The Citadel, The Military College of South Carolina
- Kenneth Minihan, ex direttore National Security Agency (NSA); tenente generale USAF (cong.) – Florida State University
- Thomas S. Moorman Jr., ex Vice Chief of Staff of the Air Force ed ex comandante Air Force Space Command (AFSPC); General, USAF (cong.) – Dartmouth College
- T. Michael Moseley, ex Chief of Staff of the Air Force, ex Vice Chief of Staff of the Air Force, ed ex comandante 9th Air Force; comandantedelle attività aeree U.S.A. ed alleate durante la Operation Enduring Freedom e l'operazione Iraqi Freedom; generale USAF (cong.) – Texas A&M University
- Richard B. Myers, ex Chairman of the Joint Chiefs of Staff; ex comandante U.S. Space Command (USSPACECOM) e North American Aerospace Defense Command (NORAD); ex comandante Pacific Air Forces (PACAF); generale USAF (cong.) – Kansas State University
- Lloyd W. Newton, ex comandante Air Education and Training Command (AETC); primo pilota afro-americano U.S. Air Force Thunderbirds, generale USAF (cong.) – Tennessee State University
- Gary L. North – comandante Pacific Air Forces (PACAF); generale USAF – East Carolina University
- Scott O'Grady, maggiore USAFR – Embry-Riddle Aeronautical University (Prescott, Arizona campus)
- Ellison Onizuka, astronauta (caduto nel disastro dello Space Shuttle Challenger, STS-51-L), colonnello USAF (deceduto) — University of Colorado at Boulder
- Samuel C. Phillips, ex comandante Air Force Systems Command (AFSC) ed ex direttore National Security Agency (NSA); generale USAF (cong., deceduto) – University of Wyoming
- Richard A. Platt, ex ANG Mobilization Assistant to the Commander, U.S. Air Forces in Europe (USAFE); maggior generale USAF / Air National Guard (cong.) – New Jersey Institute of Technology
- Joseph W. Ralston, ex comandante U.S. European Command (USEUCOM) ed ex comandante Air Combat Command (ACC); generale USAF (cong.) – Miami University
- Antonio J. Ramos, ex comandante Air Force Security Assistance Center; brigadier generale USAF (cong.) – University of Puerto Rico
- Thomas C. Richards, ex Deputy Commander, U.S. European Command (USEUCOM) ed ex comandante Air University (AU); generale USAF (cong.) – Virginia Polytechnic Institute
- Cesar "Rico" Rodriguez, pilota di F-15 con 2 vittorie aeree durante Desert Storm nel 1991, un abbattimento di MIG sopra il Kosovo nel 1999, il pilota di caccia con più vittorie dai tempi del Vietnam, colonnello USAF (cong.) – The Citadel, The Military College of South Carolina
- Marc E. Rogers, Inspector General of the Air Force; tenente generale USAF – University of Missouri
- John W. Rosa, ex Superintendent U.S. Air Force Academy; tenente generale USAF (cong.) – The Citadel, The Military College of South Carolina
- Mark Rosenker, ex Mobilization Assistant to the Secretary of the Air Force, ex MA to the Commander, Air Force Reserve Command, maggior generale USAF (cong.) — University of Maryland
- Robert D. Russ, ex comandante Tactical Air Command (TAC); generale USAF (cong., deceduto) – Washington State University
- Robert L. Rutherford, ex comandante U.S. Transportation Command (USTRANSCOM) ed ex comandante Air Mobility Command (AMC); generale USAF (cong.) – Southwest Texas State University
- John B. Sams, Jr., ex vicecomandante Air Mobility Command, comandante 15th Air Force; tenente generale USAF (cong.) – The Citadel, The Military College of South Carolina
- Ellie G. "Buck" Shuler, Jr., ex comandante 8th Air Force, tenente generale USAF (cong.) – The Citadel, The Military College of South Carolina
- David Lamar Smith, pilota di F-4 con 353 missioni di combattimento in Vietnam al suo attivo, pilota nel primo Aggressor Squadron dell'USAF, comandante e Flight Leader dei Thunderbirds;  tenente colonnello USAF – The Citadel, The Military College of South Carolina
- Charles F. Wald, ex Deputy Commander, U.S. European Command (USEUCOM); generale USAF (cong.) – North Dakota State University
- Claudius E. Watts III, ex Comptroller, U.S. Air Force, ex presidente di college, tenente generale USAF (cong.) – The Citadel, The Military College of South Carolina
- Walter E. Webb III, Director for operations, Defense Nuclear Agency, Washington (D.C.); maggior generale USAF (cong.) – The Citadel, The Military College of South Carolina
- William Welser III, ex comandante 18th Air Force; tenente generale USAF (cong.) – University at Buffalo
- Scott D. West, vicecomandante 13th Air Force, Pacific Air Forces (PACAF); brigadier generale USAF – The Citadel, The Military College of South Carolina
- Wallace W. Whaley, comandante 4th Air Force; Assistant to the Commander, Air Force Reserve; maggior generale USAFR (cong.) – The Citadel, The Military College of South Carolina
- Randy Witt, Director of command, control, communications and computer systems, U.S. European Command (USEUCOM); brigadier generale USAF (cong.) – The Citadel, The Military College of South Carolina
- John L. Wilkinson, Mobilization Assistant to the Director of Intelligence, Surveillance and Reconnaissance, Deputy Chief of Staff for Air and Space Operations, HQ USAF; Mobilization Assistant to the Commander, Air Intelligence Agency; brigadier generale USAFR (cong.) – Georgetown University
- Margaret H. Woodward, vicecomandante 18th Air Force e Prospective Commander, 17th Air Force; brigadier generale (Major General selectee) USAF – Arizona State University
- Kenneth S. Wilsbach, comandante 18th Wing; brigadier generale USAF – University of Florida
- Ronald D. Yaggi, Director, Regional Affairs, Office of the Deputy Under Secretary of the Air Force for International Affairs; membro Air Force della Delegation to Inter-American Defense Board; e membro Air Force della Joint Mexico-U.S. Defence Commission, brigadier generale USAF (cong.) – The Citadel, The Military College of South Carolina